# NGC 7517
NGC 7517 (другие обозначения — PGC 70715, MCG 0-59-8, ZWG 380.10, NPM1G -02.0506) — эллиптическая галактика (E) в созвездии Рыбы.
Этот объект входит в число перечисленных в оригинальной редакции «Нового общего каталога».